# 旧淀川
旧淀川（きゅうよどがわ）は、淀川の毛馬水門（毛馬閘門）で南へ分岐する旧・淀川本流。
上流から大川（おおかわ）、堂島川（どうじまがわ）、安治川（あじがわ）が旧淀川として一級河川に指定されている。

## 地理
かつての淀川本流であるが、淀川放水路が開削された1907年（明治40年）以降は旧川扱いとなっている。当初「新淀川」「淀川」だった呼び分けは、次第に「淀川」「旧淀川」となったが、旧淀川は上述の区間ごとの名称で呼ばれることが多い。
中之島より上流が大川、または天満川（てんまがわ）、下流が安治川と呼ばれる。中之島では南北両岸に分かれ、北が堂島川、南が土佐堀川と呼ばれる。なお、河川調書では土佐堀川は別河川扱いとなる。
都島区毛馬町で淀川（新淀川）より分岐して南流、川崎橋をくぐると西流に転じ、東からは寝屋川が合流、天神橋の直前で、中之島の北へ堂島川、南へ土佐堀川となって分岐する。
堂島川はかつて大江橋の直前で堂島の北側へ曽根崎川を分岐していた。また、1878年（明治11年）には田蓑橋の上流側から大阪駅に向けて堂島掘割（梅田入堀川）が、堂島掘割分岐のやや上流側から土佐堀川まで中之島掘割が開削された。しかし、曽根崎川は堂島掘割より上流部が1909年（明治42年）の「北の大火」（天満焼け）で生じた瓦礫の廃棄場所になって埋め立てられ、1923年（大正14年）には下流部も埋め立てられた。中之島掘割は1957年（昭和32年）に、堂島掘割は1967年（昭和42年）に全て埋め立てられ、阪神高速11号池田線やオオサカガーデンシティの一部に利用されている。
土佐堀川は堂島川との分岐後すぐに南へ東横堀川を分岐、端建蔵橋の直前で南へ木津川を分岐する。かつては錦橋の直前で南へ西横堀川も分岐していたが、1962年（昭和37年）に阪神高速1号環状線の建設のために埋め立てられた。
中之島より下流には、かつて淀川河口に蓋をするように九条島が横たわっていたが、1684年（貞享元年）に河村瑞賢が水運と治水のために現在のような直線状に開削し、安治川と命名。九条島は分断され、安治川右岸側は西九条と呼ばれるようになった。安治川開削工事で出た土砂を当時の河口に積み上げて大坂入津の目印としたのが波除山（別名：瑞賢山）である。現在は切り崩されて残っていないが、港区弁天5丁目の弁天東公園内に波除山跡碑が建てられている。
1704年（宝永元年）には大和川の付け替え工事が行われ、大和川水系が淀川水系から切り離された。それでもなお淀川が運ぶ大量の土砂が堆積し続け、約150年間で安治川の河口は波除山から約3km下流へ移動し、沿岸では新田開発も盛んに行われた。1831年（天保2年）に「天保の大川浚」と呼ばれる浚渫工事が行われ、この浚渫工事で出た土砂を河口に積み上げて大坂入津の目印としたのが天保山である。
1897年（明治30年）から大阪港第1次修築工事が行われ、築港が埋立造成された。1922年（大正11年）には天保山の西隣に天保山桟橋が完成し、最近まで高松市や小豆島まで客船が通じていた。またUSJへも観光船で行ける。安治川北岸の桜島や梅町は、築港にやや遅れて造られた工業港の北港で、天保山からは市営渡船で渡ることができる。かつて築港は遠距離航路の旅客や輸出入貨物の拠点だったが、コンテナ化が進んだ1970年代以後は、本格航路のほとんど全てが戦後の埋立地に出来た南港発着となった。
西九条地区と対岸の九条地区の間には河底トンネルである安治川トンネルがあり（安治川トンネルおよび後述の渡船については大阪市の公営渡船を参照）その下流で六軒家川と合流する。合流点のすぐ下流左岸には1990年代まで瀬戸内海航路の客船が発着していた弁天埠頭がある。そこから川幅が急速に広がり、大阪港の安治川内港が広がる。港区は工場などの地下水汲み上げによる地盤沈下が著しかったため高潮に弱く、1947年（昭和22年）より川の南岸を削って出た土砂で港区全体をかさ上げすると同時に、削った跡地に埠頭を整備したもので、川幅の面では2kmほど北を並行する淀川（新淀川）と比べても遜色ない。

## 支流と分流
主な支流
| 支流   | 第二次支流 | 第三次支流 | 第四次支流 | 第五次支流 |
| ------ | ---------- | ---------- | ---------- | ---------- |
| 城北川 |            |            |            |            |
| 寝屋川 | 恩智川     | 大西川     | 神宮寺川   |            |
| 寝屋川 | 恩智川     | 水越川     | 上代川     |            |
| 寝屋川 | 恩智川     | 新川       | 鬼虎川     |            |
| 寝屋川 | 恩智川     | 音川       | 音川支渓   |            |
| 寝屋川 | 古川       |            |            |            |
| 寝屋川 | 第二寝屋川 | 玉串川     |            |            |
| 寝屋川 | 第二寝屋川 | 楠根川     |            |            |
| 寝屋川 | 第二寝屋川 | 長瀬川     |            |            |
| 寝屋川 | 第二寝屋川 | 平野川     | 今川       | 鳴戸川     |
| 寝屋川 | 第二寝屋川 | 平野川     | 今川       | 駒川       |

主な分流
| 大川   | 大川     | 大川     | 上流 ↓ 下流 |
| 堂島川 |          |          | 上流 ↓ 下流 |
| 安治川 | 土佐堀川 | 土佐堀川 | 上流 ↓ 下流 |
| 安治川 | 東横堀川 | 木津川   | 上流 ↓ 下流 |
| 安治川 | 道頓堀川 | 木津川   | 上流 ↓ 下流 |
| 安治川 | 木津川   |          | 上流 ↓ 下流 |
| 安治川 | 木津川   | 尻無川   | 上流 ↓ 下流 |
| 大阪湾 |          |          | 上流 ↓ 下流 |

## 流域の町名
大川
左岸 - 都島区毛馬町・友渕町・善源寺町・都島本通・中野町・網島町、中央区大手前・天満橋京町・北浜東
右岸 - 都島区毛馬町、北区長柄東・国分寺・樋之口町・天満橋・天満・天神橋
堂島川
左岸 - 北区中之島
右岸 - 北区天神橋・菅原町・西天満・堂島浜・堂島、福島区福島・玉川・野田
土佐堀川
左岸 - 中央区北浜東・北浜、西区土佐堀・川口
右岸 - 北区中之島
安治川
左岸 - 西区川口・安治川、港区波除・弁天・石田・港晴・築港・海岸通
右岸 - 福島区野田、此花区西九条・春日出南・島屋・桜島・梅町

## 橋梁

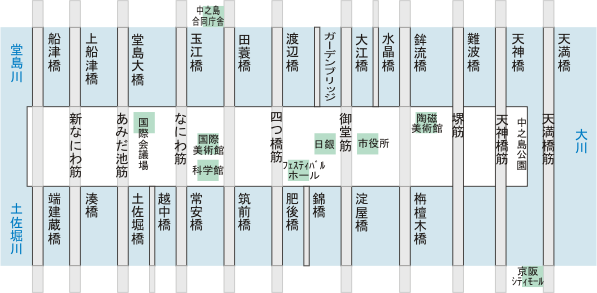
中之島に架かる橋一覧

| 河川             | 橋梁名称                              | 橋長                        | 幅員                                   | 形式           | 竣工年                      | 備考                   |
| ---------------- | ------------------------------------- | --------------------------- | -------------------------------------- | -------------- | --------------------------- | ---------------------- |
| 大川             |                                       |                             |                                        |                |                             |                        |
| 大川             | 毛馬橋                                | 150m                        | 上流側 11.25m 下流側 7.63m 側道橋3.65m | 桁橋           | 1960年                      | 城北公園通             |
| 大川             | 阪神高速12号守口線                    |                             |                                        |                |                             |                        |
| 大川             | 飛翔橋（歩行者専用）                  | 103.55m                     | 4.00m                                  | アーチ橋       | 1984年                      | [ 3 ]                  |
| 大川             | 都島橋                                | 145.0m                      | 26.0m                                  | 桁橋           | 1956年                      | 都島通                 |
| 大川             | JR大阪環状線 淀川橋梁                 |                             |                                        |                |                             |                        |
| 大川             | 源八橋                                | 201.20m                     | 14～17.5m                              | 桁橋           | 1936年                      | [ 5 ]                  |
| 大川             | 桜宮橋（銀橋）                        | 187.8m                      | 22m                                    | アーチ橋       | 1930年                      | 国道1号                |
| 大川             | 川崎橋（歩行者専用）                  | 129.15m                     | 3.0m                                   | 斜張橋         | 1978年                      | [ 8 ]                  |
| 大川             | 新天満橋                              |                             |                                        |                | 1970年                      | 天満橋筋跨道橋         |
| 大川             | 天満橋                                | 151.0m                      | 上流側 9.5m 下流側 9.5m                | 桁橋           | 1935年                      | 天満橋筋               |
| 堂島川・土佐堀川 |                                       |                             |                                        |                |                             |                        |
| 堂島川・土佐堀川 | 天神橋                                | 210.7m                      | 22.0m                                  | アーチ橋       | 1934年                      | 天神橋筋               |
| 堂島川・土佐堀川 | 阪神高速1号環状線                     |                             |                                        |                |                             |                        |
| 堂島川・土佐堀川 | 難波橋                                | 189.65m                     | 21.80m                                 | 桁橋・アーチ橋 | 1975年                      | 堺筋                   |
| 中之島公園内     | ばらぞの橋（歩行者専用）              | 31.5m                       | 4.0m                                   | アーチ橋       | 1990年                      | [ 12 ]                 |
| 堂島川           | 鉾流橋                                | 98.04m                      | 12.50m                                 | 桁橋           | 1929年                      | [ 13 ]                 |
| 土佐堀川         | 栴檀木橋                              | 86.37m                      | 15.0m                                  | 桁橋           | 1985年                      | [ 14 ]                 |
| 堂島川           | 水晶橋（歩行者専用）                  | 72.33m                      | 9.09m                                  | アーチ橋       | 1929年                      | [ 15 ]                 |
| 堂島川           | 大江橋                                | 81.5m                       | 37.0m                                  | アーチ橋       | 1935年                      | 御堂筋                 |
| 土佐堀川         | 淀屋橋                                | 54.5m                       | 37.0m                                  | アーチ橋       | 1935年                      | 御堂筋                 |
| 堂島川           | 中之島ガーデンブリッジ （歩行者専用） | 77.5m                       | 20.0m                                  | 桁橋           | 1990年                      | [ 17 ]                 |
| 土佐堀川         | 錦橋（歩行者専用）                    | 55.12m                      | 10.55m                                 | アーチ橋       | 1931年                      | [ 18 ]                 |
| 堂島川           | 渡辺橋                                | 79.00m                      | 29.00m                                 | 桁橋           | 1966年                      | 四つ橋筋               |
| 土佐堀川         | 肥後橋                                | 44.70m                      | 29.00m                                 | 桁橋           | 1966年                      | 四つ橋筋               |
| 堂島川・土佐堀川 | 阪神高速11号池田線                    |                             |                                        |                |                             |                        |
| 堂島川           | 田蓑橋                                | 82.3m                       | 14.7m                                  | 桁橋           | 1964年                      | [ 21 ]                 |
| 土佐堀川         | 筑前橋                                | 69.0m                       | 14.6m                                  | 桁橋           | 1932年                      | [ 22 ]                 |
| 堂島川           | 玉江橋                                | 上流側 76.98m 下流側 78.76m | 上流側 13.0m 下流側 12.25m             | 桁橋           | 上流側 1929年 下流側 1969年 | なにわ筋               |
| 土佐堀川         | 常安橋                                | 上流側69.90m 下流側69.90m   | 上流側12.25m 下流側12.25m              | 桁橋           | 上流側 1929年 下流側 1969年 | なにわ筋               |
| 土佐堀川         | 越中橋（歩行者専用）                  | 71.02m                      | 3.8m                                   | 桁橋           | 1929年                      | [ 25 ]                 |
| 堂島川           | 堂島大橋                              | 76.15m                      | 22.70m                                 | アーチ橋       | 1927年                      | あみだ池筋             |
| 土佐堀川         | 土佐堀橋                              | 58.5m                       | 22.0m                                  | 桁橋           | 1969年                      | あみだ池筋             |
| 堂島川           | 上船津橋                              | 78.0m                       | 17.35m                                 | 桁橋           | 1982年                      | 新なにわ筋             |
| 土佐堀川         | 湊橋                                  | 84.50m                      | 17.35m                                 | 桁橋           | 1982年                      | 新なにわ筋             |
| 堂島川・土佐堀川 | 阪神高速3号神戸線                     |                             |                                        |                |                             |                        |
| 堂島川           | 船津橋                                | 76.5m                       | 24.0m                                  | 桁橋           | 1963年                      | 大阪府道29号大阪臨海線 |
| 土佐堀川         | 端建蔵橋                              | 111.95m                     | 24.00m                                 | 桁橋           | 1921年                      | 大阪府道29号大阪臨海線 |
| 安治川           |                                       |                             |                                        |                |                             |                        |
| 安治川           | 阪神なんば線 安治川橋梁               | 中央支間87m                 |                                        | アーチ橋       | 2009年                      | [ 32 ]                 |
| 安治川           | JR大阪環状線 安治川橋梁               | 173m （中央支間120m）       |                                        | アーチ橋       | 1961年                      | [ 33 ] [ 34 ]          |
| 安治川           | 安治川橋                              |                             |                                        |                | 1966年                      | 国道43号               |
| 安治川           | 天保山大橋                            | 640m                        | 27.25m〜39.25m                         | 斜張橋         | 1991年                      | 阪神高速5号湾岸線      |

## 旧淀川と結合している河川
旧淀川は新淀川から分流して大川（天満川）となり、そして堂島川と土佐堀川の両河川に一旦分かれて再び合流し、それが安治川、そして木津川、さらにそこから別れた岩崎運河とそれに続く尻無川下流部へと進んでいく。このように旧淀川は最終的には3つの大きな流れとなって大阪湾へと注いでいくが、その間にそれらの流れから分流したり、あるいは合流したりする川や運河がいくつもある。それらの川は自然の川だったり人工河川だったりと実に様々であるが、多くは戦後の高度経済成長時に水質汚濁や交通渋滞などの解決のため、行政主導もしくは住民側の訴えなどにより埋め立てられてしまった。
現在も残っている河川
- 城北川
- 寝屋川
- 東横堀川
- 道頓堀川
- 六軒家川
- 正蓮寺川（ただし六軒家川との分流部分である上流部から半分以上は暗渠化されて消滅）
- 三十間堀川
- 天保山運河
- 三軒家川（ただし木津川との分流部分である上流部は埋め立てられて消滅）
- 木津川運河
- 敷津運河
- 住吉川

現在は無くなった河川
- 鯰江川
- 天満堀川
- 曽根崎川
- 西横堀川（ただし道頓堀川への合流部分のみ残存）
- 江戸堀川
- 京町堀川
- 海部堀川
- 阿波堀川
- 薩摩堀川
- 立売堀川
- 長堀川
- 堀江川
- 百間堀川
- 古川（ただし安治川からの分流部分のみ残存）
- 尻無川上流部（ただし岩崎運河と尻無川下流部との合流部分のみ一部残存）
- 境川運河
- 大正運河

## 流域の風景
上流より下流へ向かって並べている

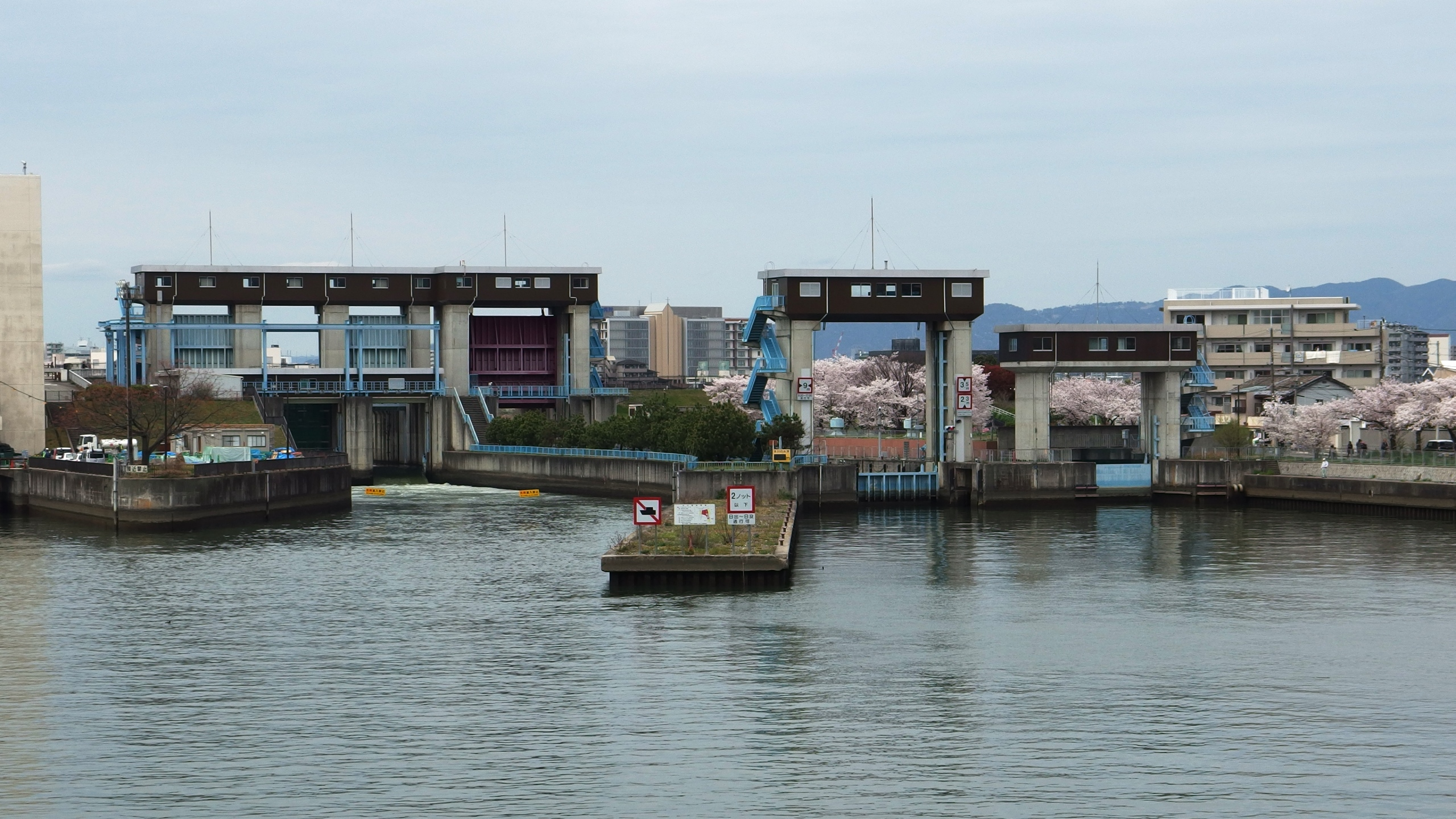
毛馬水門
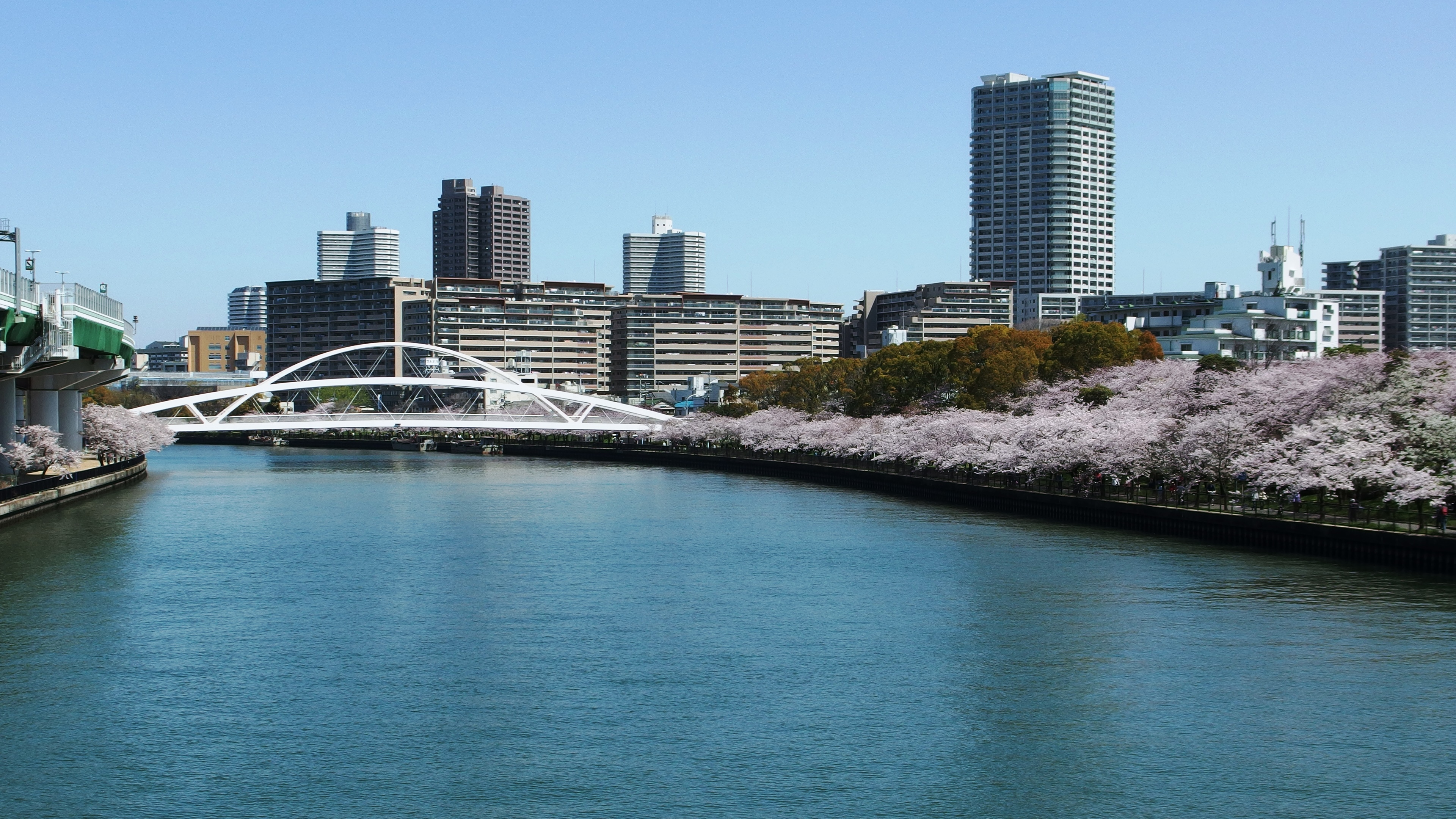
都島橋から上流を望む
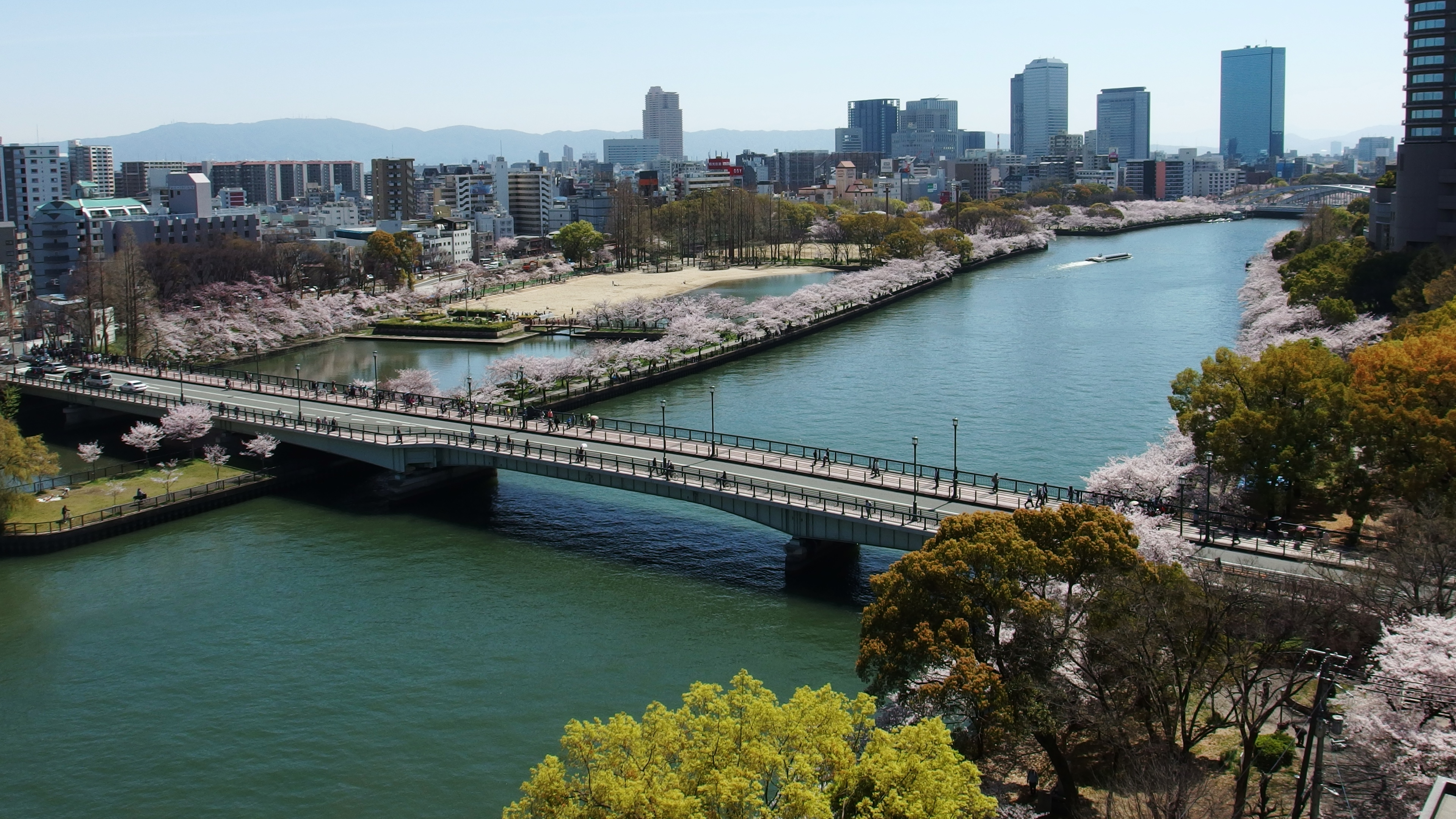
源八橋
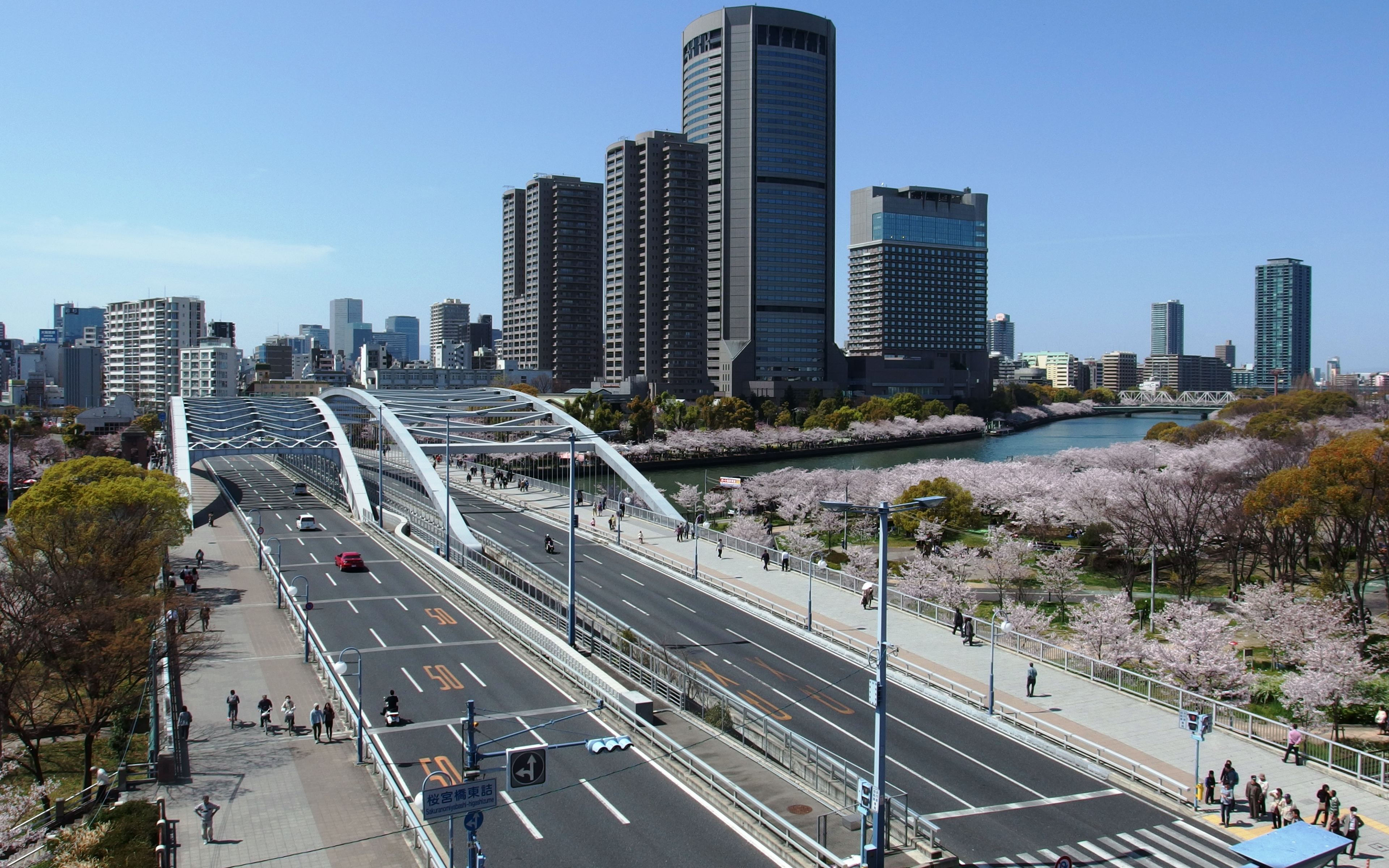
桜宮橋
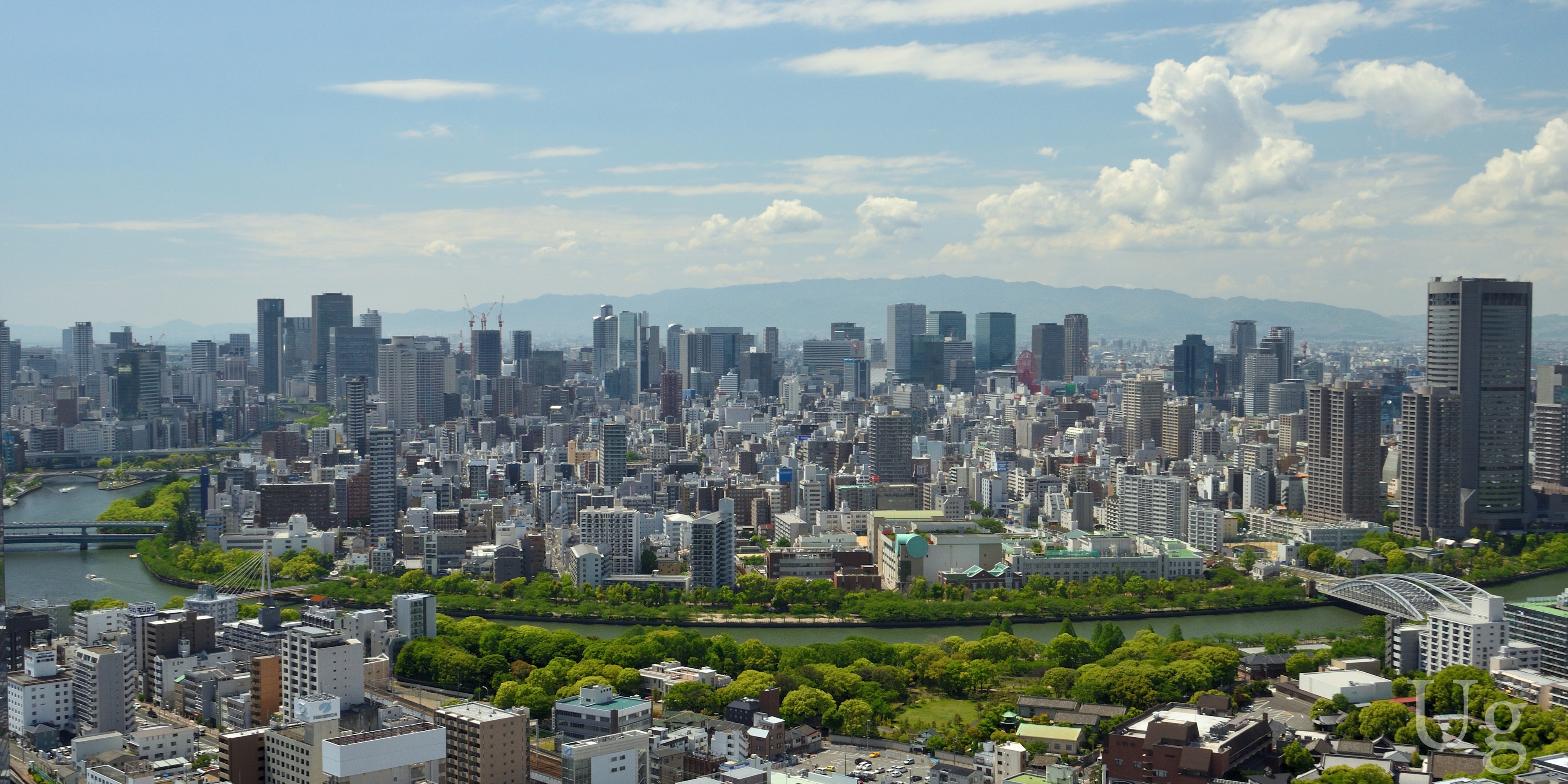
旧淀川と大阪の都心部
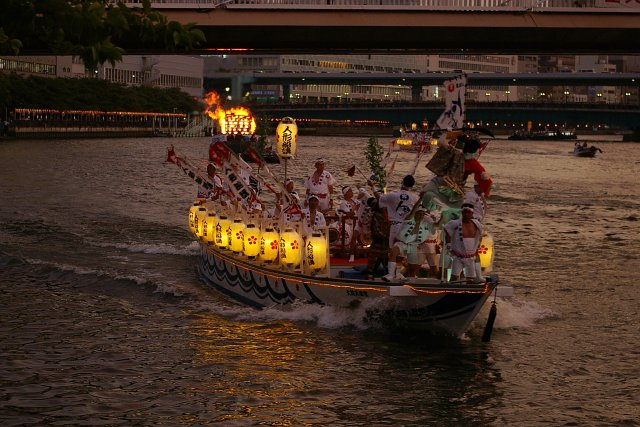
天満橋上流 （天神祭の船渡御）
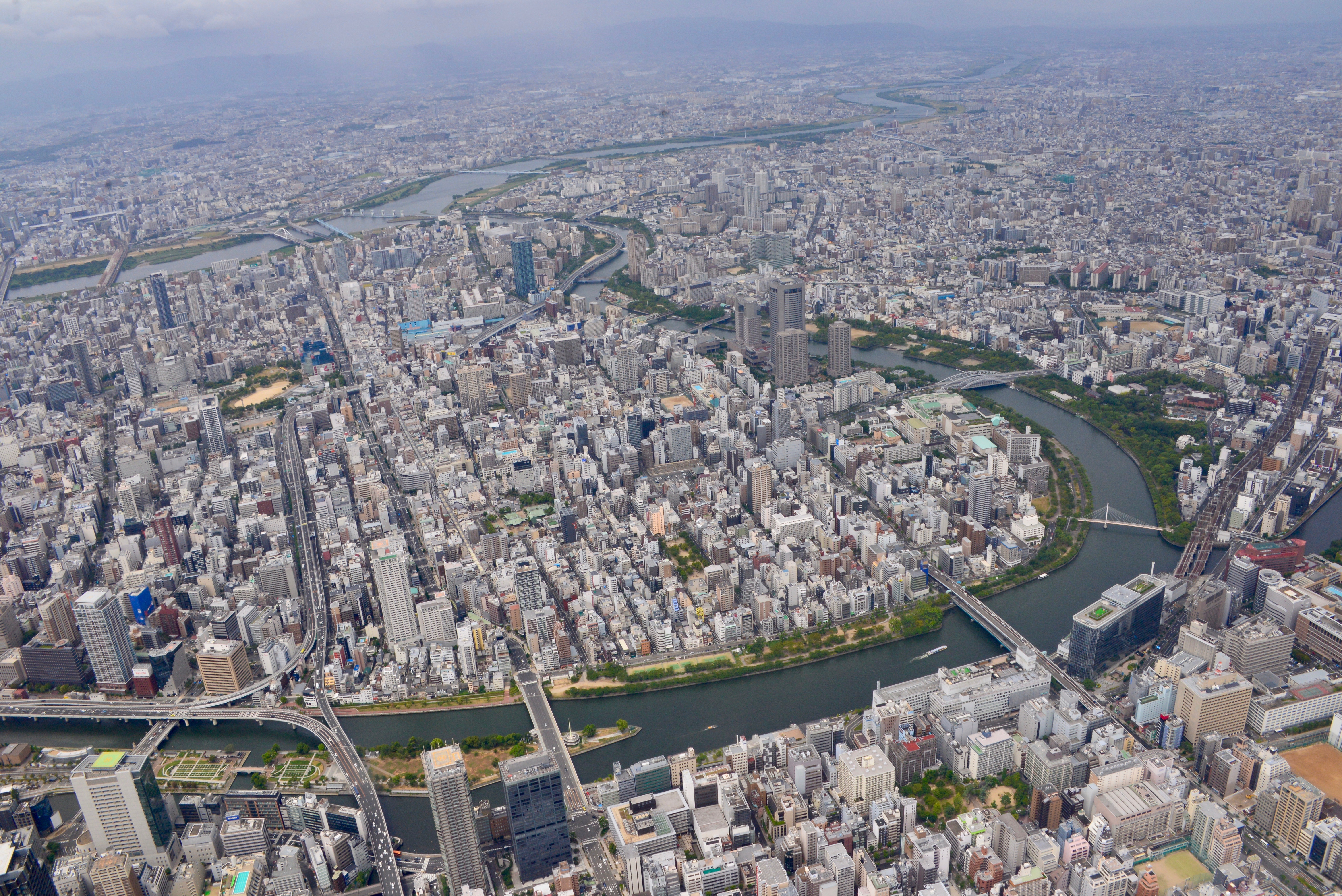
旧淀川（大川）
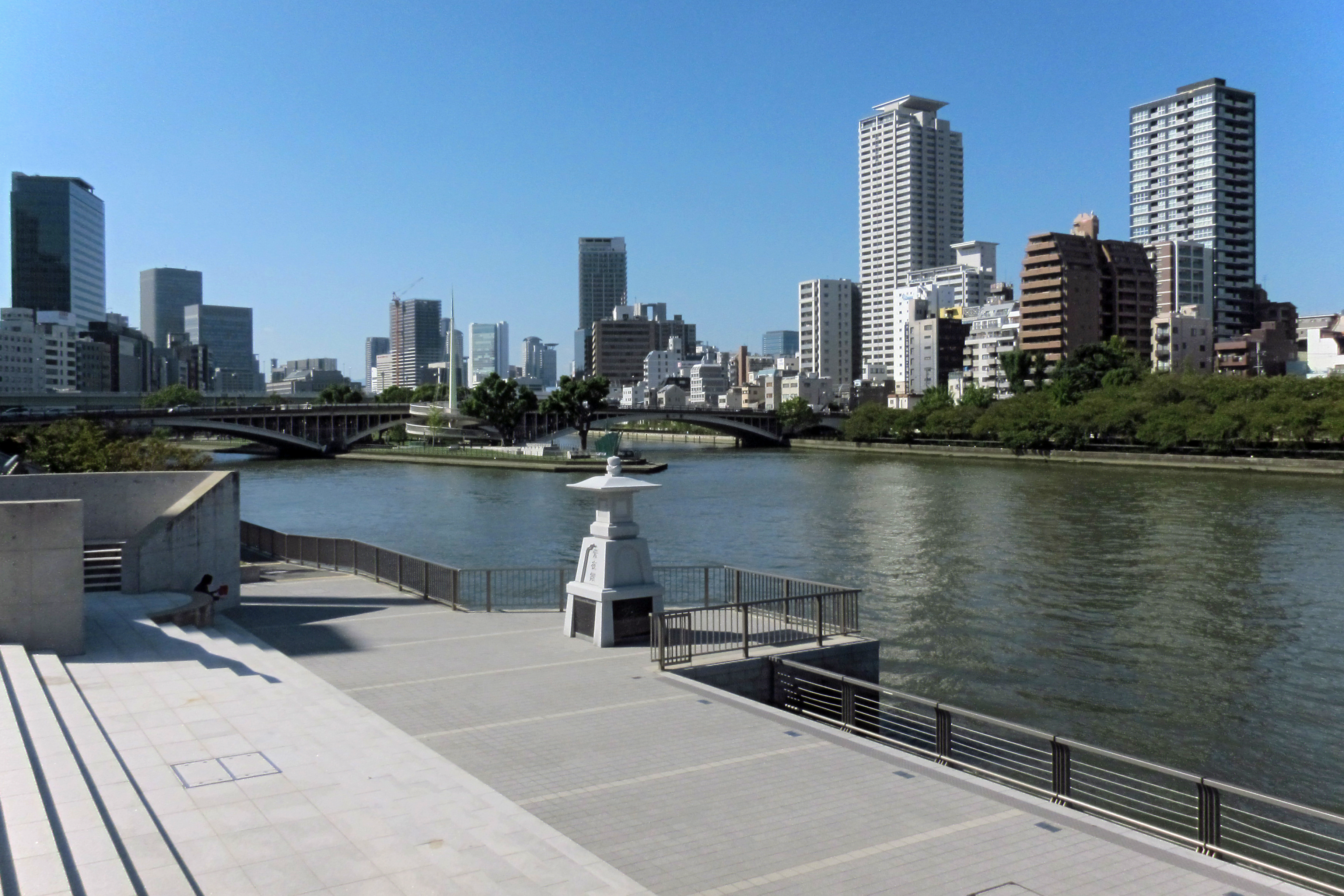
八軒家船着場
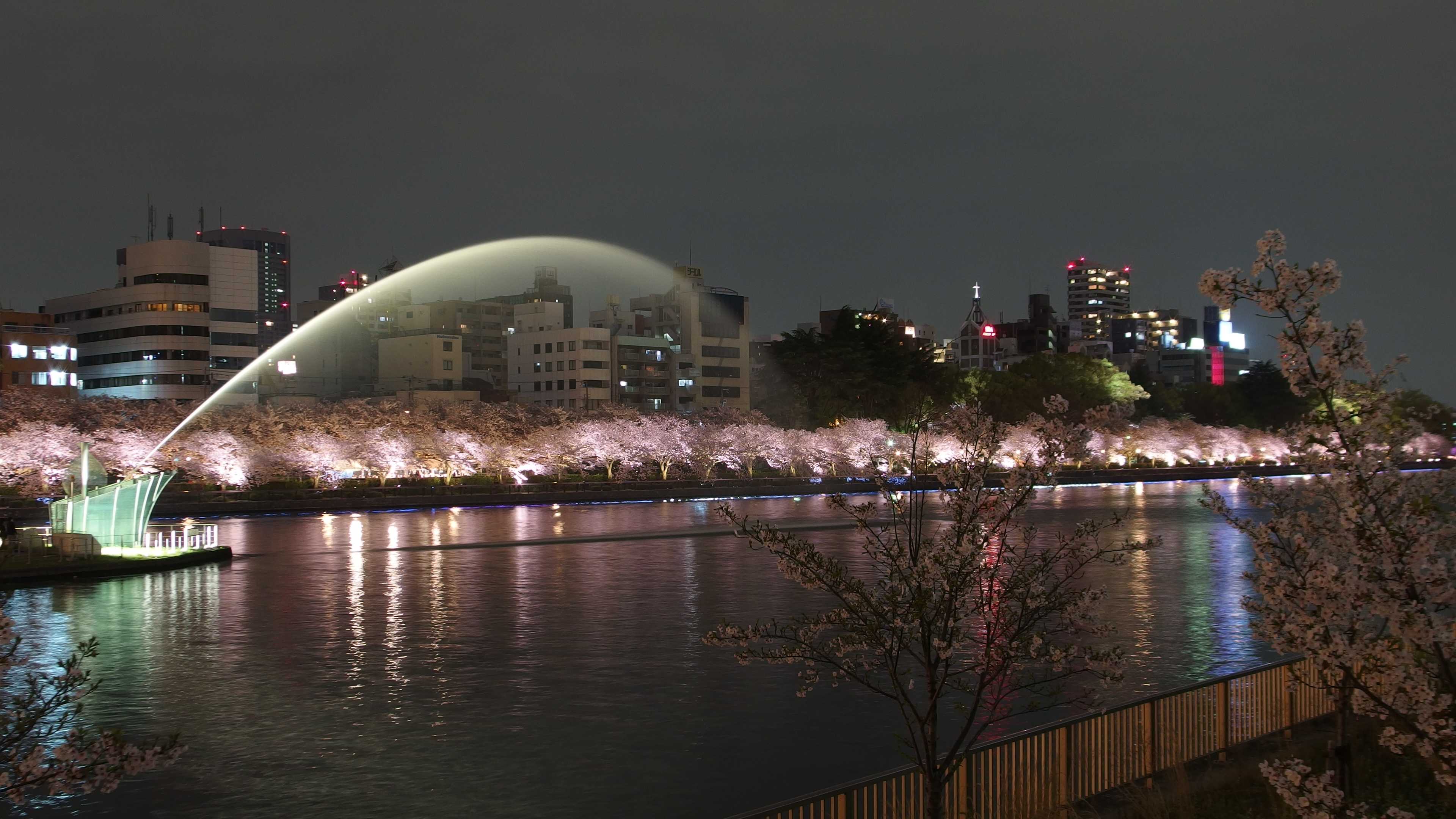
中之島剣先噴水と南天満公園
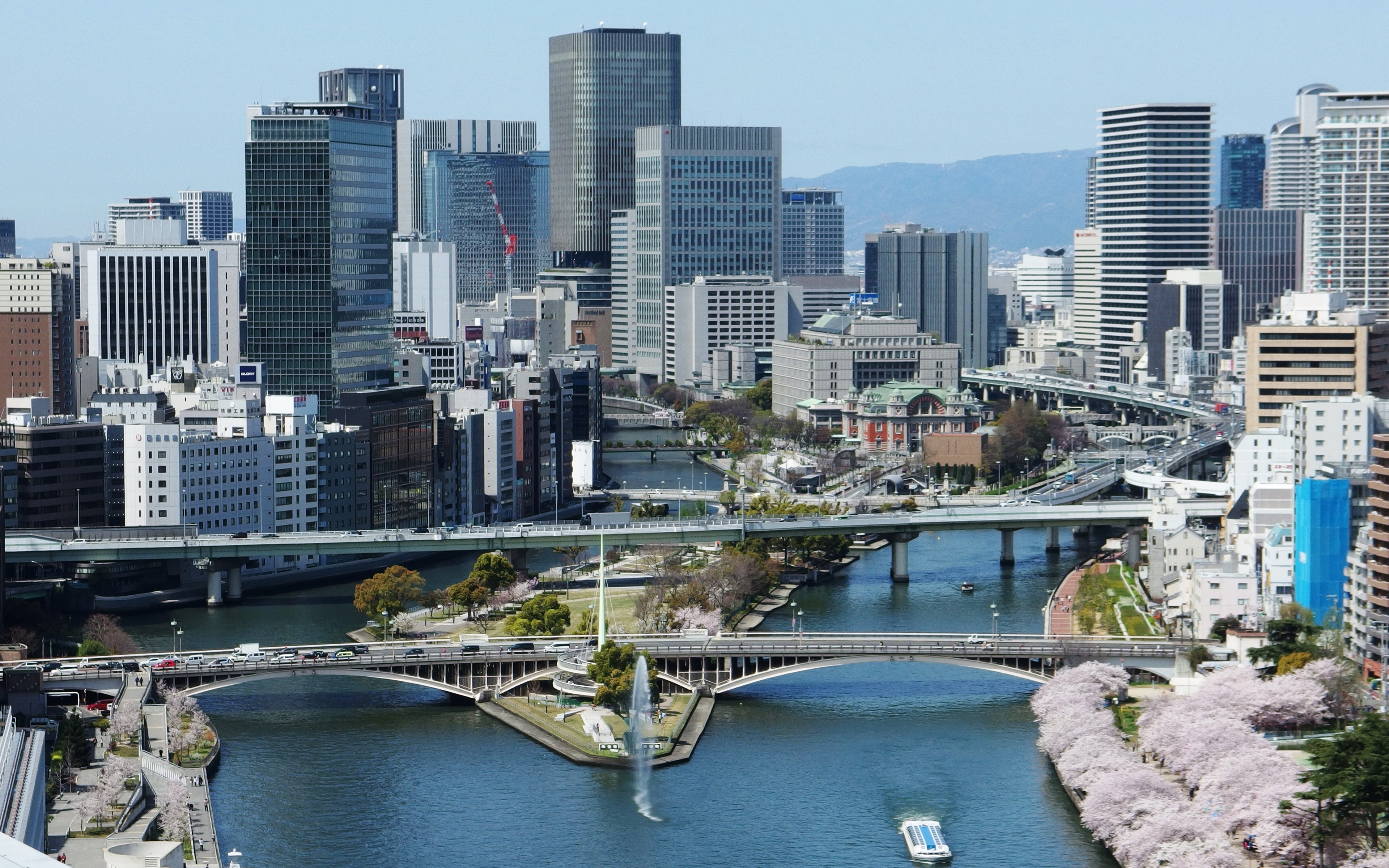
中之島
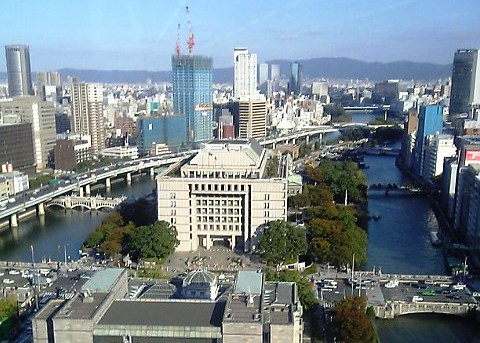
大阪市役所付近
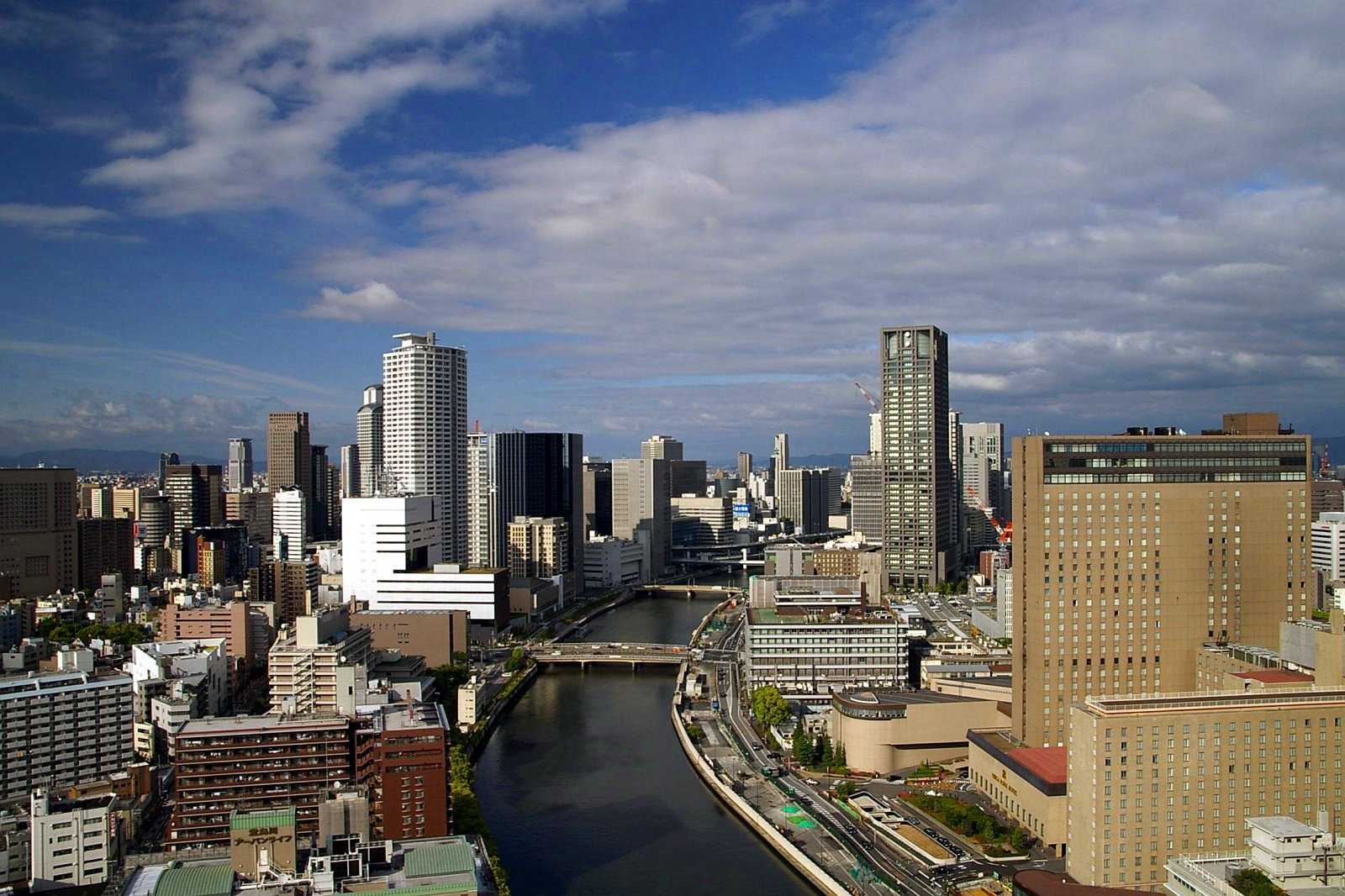
堂島川玉江橋付近
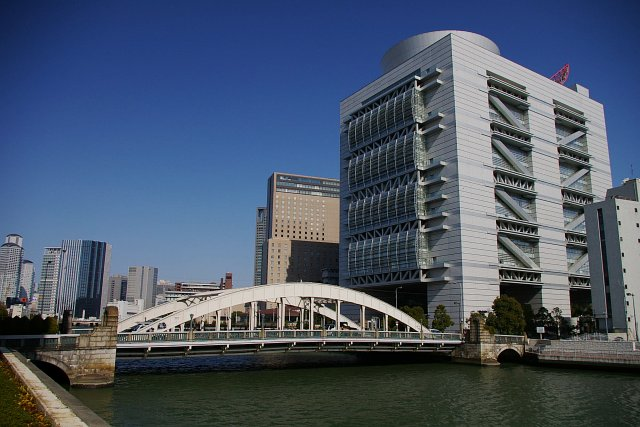
堂島大橋と国際会議場
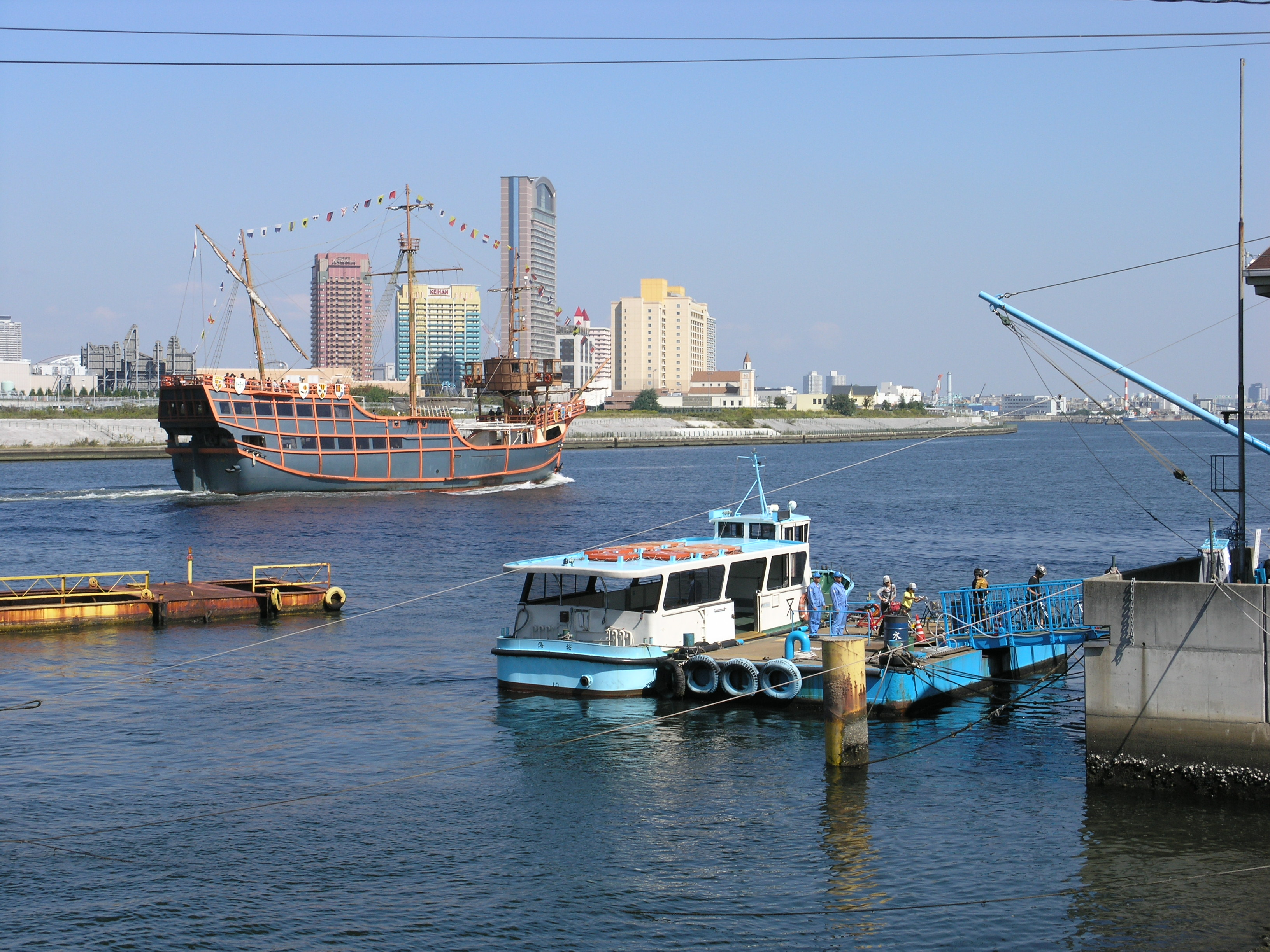
天保山渡船

## 流域の施設・関連行事
- 毛馬水門
- 北大阪サイクルライン
- 桜之宮公園（都島橋より上流では毛馬桜之宮公園）
- 大阪アメニティパーク・帝国ホテル大阪
- 造幣局 - 桜の通り抜け
- 大阪城
- 京阪シティモール・OMMビル（大阪マーチャンダイズ・マートビル）
- 大阪天満宮 - 天神祭
- 西天満若松浜公園
- 堂島公園
- 中之島公園
- 大阪市中央公会堂（重要文化財）
- 大阪府立中之島図書館（重要文化財）
- 大阪市役所
- 大阪高等裁判所・大阪地方裁判所
- 日本銀行大阪支店
- 大阪証券取引所
- フェスティバルホール
- 関西電力本社
- ほたるまち
- リーガロイヤルホテル
- 大阪国際会議場
- 中之島センタービル
- 中央卸売市場
- 安治川トンネル・渡船（河底トンネル、大阪市の公営渡船を参照）
- ユニバーサル・スタジオ・ジャパン
- リバークルーズ（大阪水上バス アクアライナー、ひまわり）
- 天保山・天保山ハーバービレッジ・海遊館

## トピック
- 天満橋から中之島を経由し、なにわ筋が交差する玉江橋まで、京阪中之島線が地下を通っている。中之島線の3駅では堂島川・土佐堀川からポンプで水を汲み上げ熱交換して空調に利用している。
- 造幣局の通り抜けとは別に、建築家の安藤忠雄などにより、毛馬水門から中之島一帯の旧淀川河原に桜を植栽する「平成の通り抜け」が提唱されている。
- 旧淀川（大川）流域は巨大鯉の三大生息地として釣り人に著名であり、川面を散策すれば平日でも釣客達に出くわすことが多い。三大生息地については八郎潟、霞ヶ浦、気仙沼など候補はあるものの旧淀川流域が外されることはない。巨大鯉の伝説をモチーフに採用した小説に宮本輝の泥の河がある。
- 以前は堤防上の遊歩道や公園に多くのホームレスがテントや小屋掛けをして住んでいたが、京阪中之島線建設工事や公園の改修工事に併せて排除されている。現在では毛間桜ノ宮公園等にわずかのテントが残るのみである。